# Rabban Bar Sauma
Cette page contient des caractères spéciaux ou non latins. S’ils s’affichent mal (▯, ?, etc.), consultez la page d’aide Unicode.
Rabban Bar Sauma (Bar Ṣaumā, syriaque : ܒܪ ܨܘܡܐ, * vers 1225 à Pékin ; † janvier 1294 à Bagdad) est un Ouïghour chrétien nestorien à l'époque de la domination mongole, originaire de Pékin, qui se fit moine, et conduisit en Europe une mission diplomatique pour le compte d'un souverain mongol de Perse. Il fit le premier voyage officiel connu, dans le sens est-ouest, de Pékin jusqu'à Rome et Paris, à l'époque où Marco Polo prenait le chemin inverse. Très pieux, il partit de Pékin pour un pèlerinage à Jérusalem, mais ne put atteindre la ville sainte en raison des conflits qui déchiraient le Moyen-Orient, et accepta en conséquence une mission diplomatique en Europe occidentale pour essayer d'établir une alliance entre les Mongols et les rois chrétiens. Ses efforts ne furent pas couronnés de succès, mais il rapporta un récit du plus haut intérêt pour les historiens.
Bar Sauma étant moine, son nom est mieux connu précédé du désignatif syriaque des moines Rabban « maître ». Sauma signifie en syriaque « jeûne » et Bar « fils ». Bar Sauma « fils du jeûne » est un nom très répandu parmi les Syriaques.

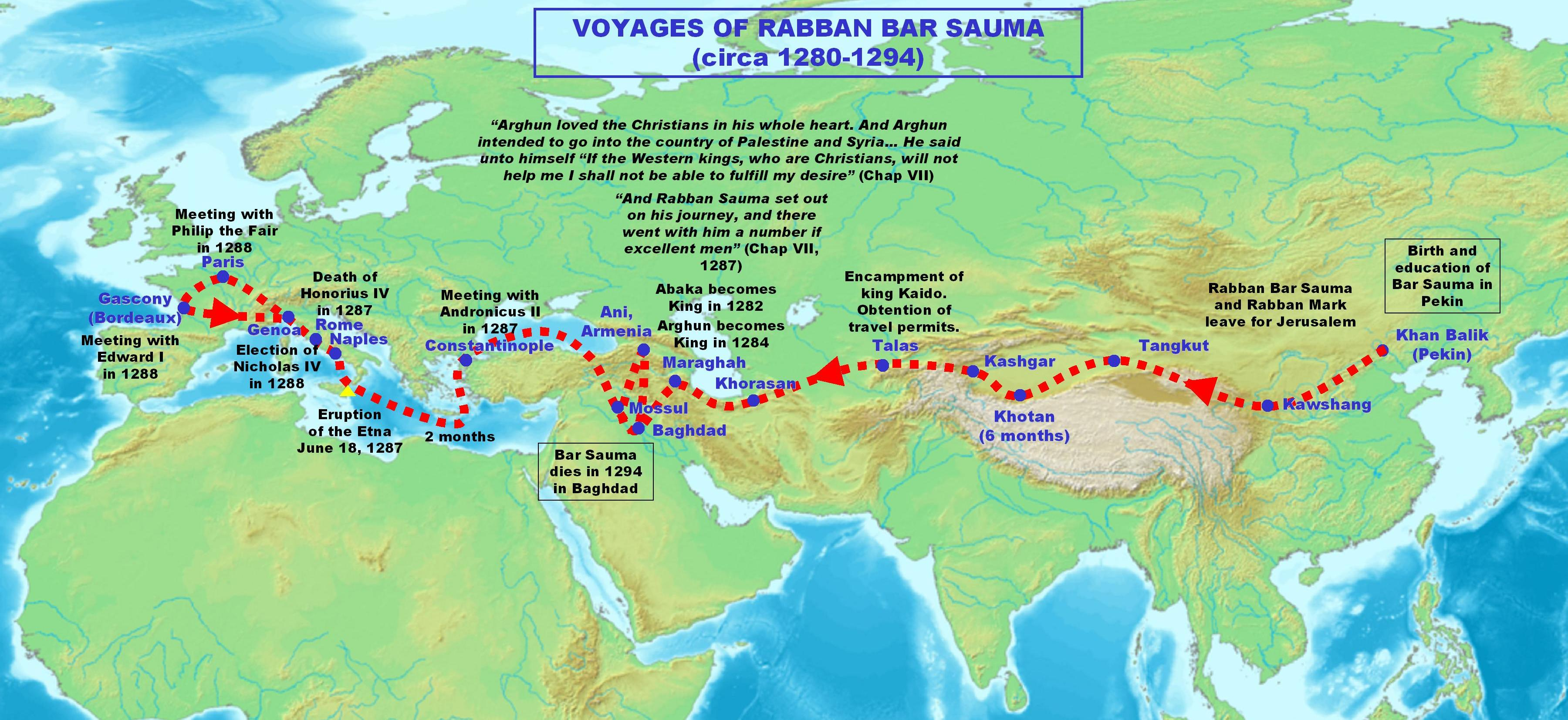
Rabban Sauma a voyagé de Pékin à Rome, Paris et Bordeaux, et a rencontré les principaux dirigeants de l'époque.

## Sources textuelles
La biographie en langue syriaque de Bar Sauma et de son compagnon de pèlerinage, nous est parvenue par un récit intitulé « Histoire de Mar Yahballaha III et de Rabban Sauma » (abr. Histoire). Écrit au début du XIVe siècle, mais découvert seulement en 1886, dans une église de village près d'Ourmia , le récit en trois parties décrit le début du pèlerinage jusqu'à Bagdad, puis l'ambassade de Rabban Sauma en Europe d'après le compte-rendu qu'en fit celui-ci en persan, lequel est reproduit en partie verbatim et enfin les événements qui marquèrent le catholicossat de son compagnon. D'après Borbone, le texte a du être écrit avant 1317, en partie au fur et à mesure des événements et peut-être remanié de temps à autre. Il relève de genres littéraires divers : biographie, histoire et chronique. L'auteur en est resté inconnu mais devait être un ecclésiastique. L’Histoire constitue un témoignage précieux, de l'état du monde, vu par un homme pieux d'Extrême-Orient.

## Formation

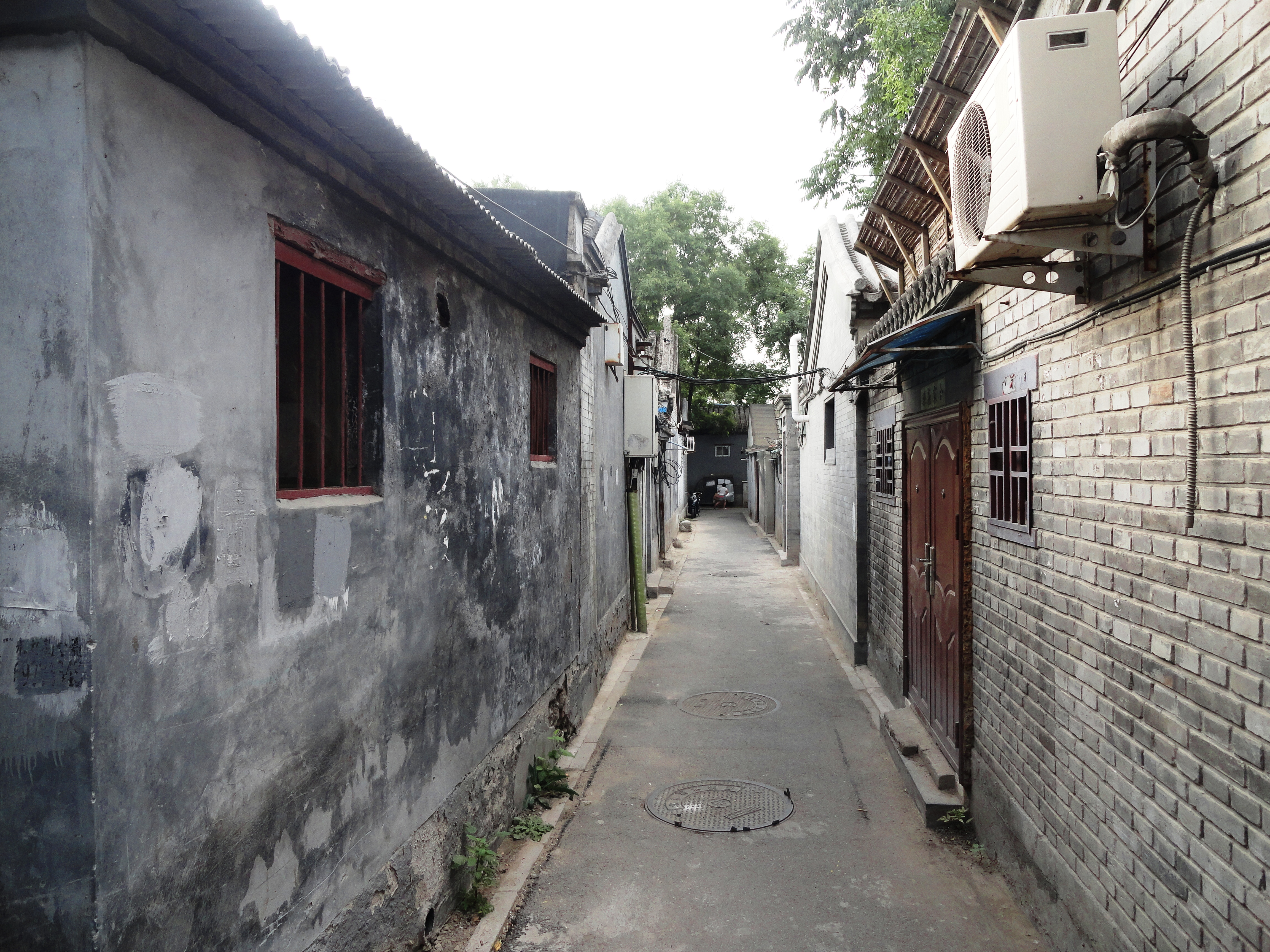
La ville mongole est un quartier historique de Pékin, constitué de maisons grises, sans étage et de ruelles étroites (hutong). Elle date de l'époque où Kubilai Khan décida d'installer sa capitale sur le site de Pékin en 1271.

Bar Ṣaumā naquit (vers 1225) dans une famille nestorienne aisée de Pékin,. Dans le prologue de sa biographie (Histoire p. 63), Bar Sauma est identifié comme un Turc oriental (turkāyē madnhāyē syr.). Selon l'historien syriaque chrétien Bar Hebraeus, il était d’origine ouïghoure (peuple turcophone) et d’après d'autres sources examinées par Borbone, il appartenait au peuple turc des Ongut, établi au Nord-Ouest de Pékin, dans l'actuelle Mongolie Intérieure. Quelques peuples turcs s’étaient liés aux Mongols et faisaient partie de la classe dirigeante mongole de Chine. À cette époque Gengis Khan (mort en 1227) venait de conquérir un immense empire allant du nord de la Chine à la mer Caspienne. Pékin avait été conquise en 1215 et faisait partie de l'empire mongol.

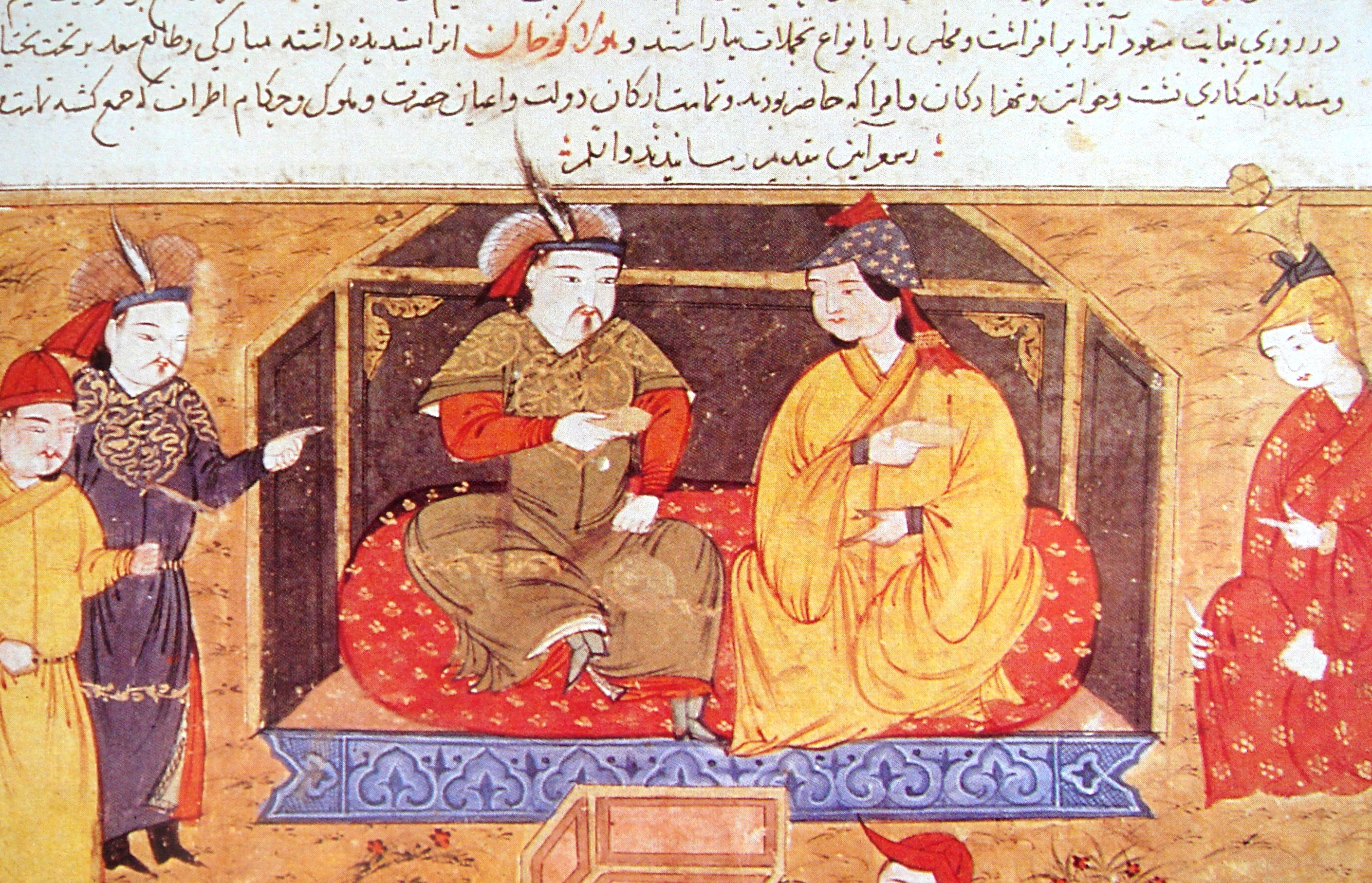
Houlagou Khan (frère de Kubilai) et sa femme Doquz Qatun peut-être chrétienne ; sa mère Sorgaqtani était chrétienne.

Les Mongols, porteurs d'une forte tradition animiste-chamaniste, étaient sur le plan des grandes religions, plutôt éclectiques et sans exclusive. Suivant le continuateur de Bar Hebraeus « Chez les Mongols il n'y a pas d'esclave ou d'homme libre, non plus que de croyant ou de païen, de chrétien ou de juif ». L'influence du bouddhisme lamaïste se fera par la suite sentir, mais il ne sera véritablement pratiqué qu'à la fin du XIXe siècle.
Du temps de Gengis Khan, bon nombre de chrétiens, particulièrement des turco-mongols Kéraït, s'étaient fait un nom dans l'entourage de l'empereur mongol. La propre mère de Kubilai Khan était chrétienne nestorienne. De nombreux nobles, princes et surtout princesses s'étaient convertis. Ainsi, la tribu turco-mongoles des Ongüt, d'où venait très probablement Bar Sauma, s'était convertie au christianisme nestorien. Au XIIIe siècle, les ilkhans mongols qui régnaient sur la Perse, laissaient s'exprimer les différentes traditions religieuses des populations dont ils s'étaient fait les souverains.
Bar Ṣaumā étudia dans sa jeunesse les Saintes Écritures et devint prêtre dans l'église de la capitale Khanbalik (Pékin). Il reçut une formation dans le cadre de la tradition théologique de l'Église d'Orient, relevant de l'école d'Antioche, à laquelle se rattachait l'enseignement de Nestorius. Bien que cette Église adopta la christologie nestorienne, la dénomination officielle qu'elle s'attribua depuis l'origine fut « Église de l'Orient » (en syriaque edtā d-madnhā).
Suivant son biographe syriaque, lorsque Bar Sauma eut atteint sa vingtième année, « Alors s'alluma dans son cœur le feu divin qui brûla la mauvaise herbe du péché et purifia son âme noble de la souillure de toute bassesse… C'est pourquoi une fois pour toutes, il renonça aux choses futiles de ce monde » (Histoire p. 66). D'abord marié, il divorça et se fit tonsurer moine nestorien en 1248 par le métropolite de Pékin, appelé Mar Georges. Après avoir passé sept ans dans une cellule monastique, Rabban Sauma alla s'installer dans une grotte dans la montagne à une journée de marche de la ville. Le religieux, par son ascèse, gagna une grande considération comme anachorète si bien que les hommes se réunissaient autour de lui pour entendre sa parole.

## Départ pour un pèlerinage à Jérusalem (vers 1278)

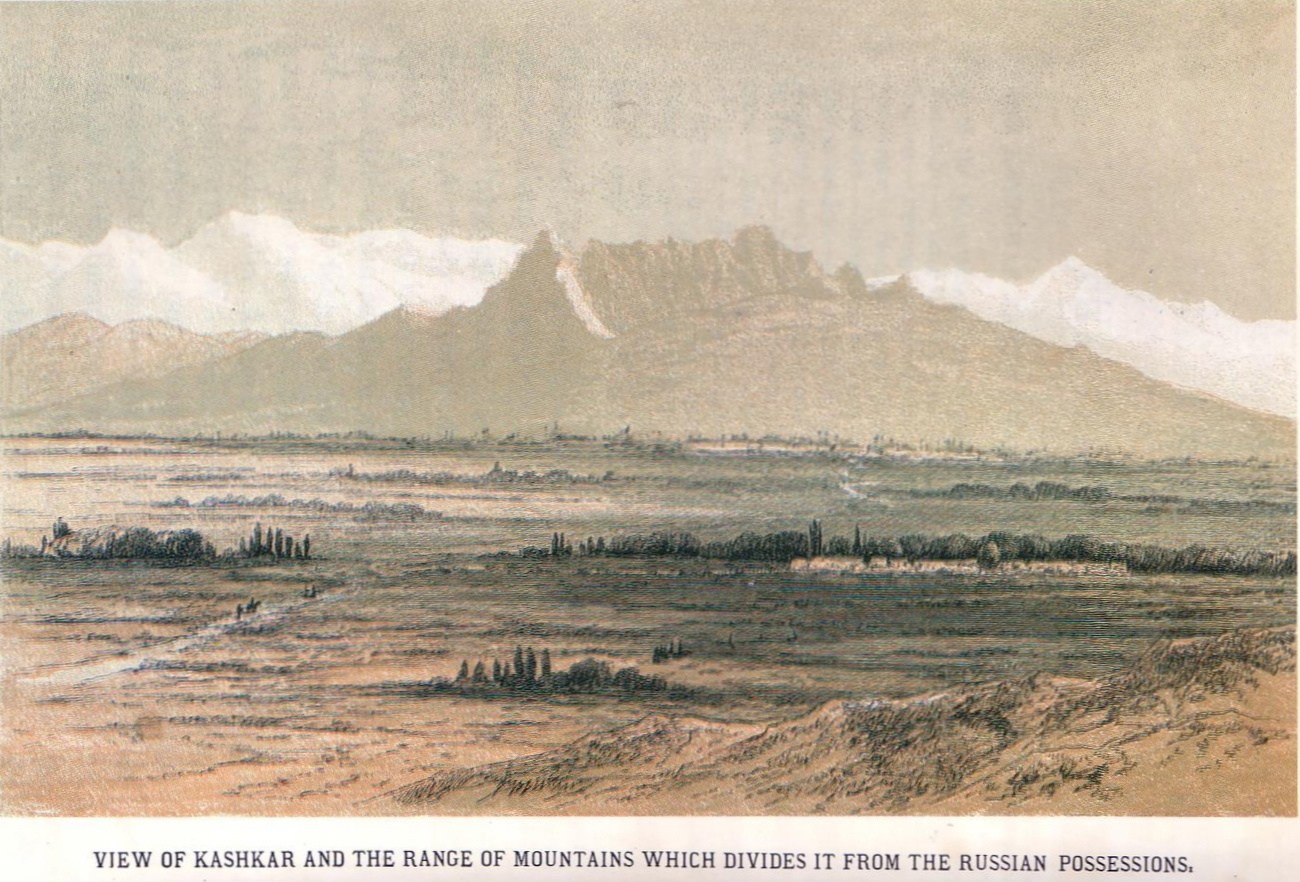
Kachgar, les moines « trouvèrent la ville dépeuplée, car elle avait été saccagée de longue date par les ennemis ».

Un de ses jeunes disciples, Marcos (Rabban Marcos, 1245-1317), qui l'avait rejoint dans la montagne pour pratiquer l'ascèse, le persuade d'entreprendre un pèlerinage en Asie Centrale, terre du nestorianisme, et à Jérusalem, berceau du christianisme. Ils partirent vers l'ouest, aux alentours de 1278, avec semble-t-il, un laissez-passer de Kubilaï Khan.  Le khan mongol Kubilai, petit-fils de Gengis Khan, s'était installé à Zhongdu (ou Khanbalik, l'actuelle Pékin) en 1271 où il allait fonder la dynastie Yuan qui régnera sur la Chine de 1279 à 1368. Les lettres de Kubilai Khan portées par les pèlerins se révélèrent fort précieuses quand ils arrivèrent au Moyen-Orient en prise aux conflits violents entre Mamelouk et Mongols pour l'hégémonie de la région.
Partis de Pékin, ils passent par le Kosang, la région du Nord-Est de la boucle du Fleuve Jaune (actuelle Mongolie-Intérieure), territoire habité par des turco-mongols Öngüt chrétiens où ils sont chaleureusement accueillis. Ils empruntent ensuite la route au sud du désert du Taklamakan et au nord de la cordillère du Kunlun. Région désertique, très aride et quasiment inhabitée où les voyageurs ne peuvent trouver avec difficulté de l'eau potable que tous les huit jours. Après avoir traversé les oasis de Hotan et de Kachgar, ravagées par la guerre, ils atteignent le Khorassan musulman (dans le nord-est de l'actuel Iran) où ils furent accueillis, nourris et logés par des coreligionnaires dans le monastère de saint Sehyon (près de l'actuelle Mashhad).

## Le piège des conflits du Moyen-Orient

Les églises de l'Orient au Moyen Âge : tout au long de leur parcours, les pèlerins trouvaient des communautés chrétiennes avec des églises et monastères pour les héberger.

Après avoir repris courage auprès de leurs frères, les pèlerins se dirigent vers l'Azerbaïdjan et Bagdad qui était tombé aux mains des envahisseurs mongols en 1258. Les fils et petits-fils de Gengis Khan poursuivaient la politique expansionniste de leur ancêtre : vers l'est, Kubilai Khan conquérait la Chine et vers l'ouest, Houlagou Khan (Hülegü), conquérait la Perse, occupait Bagdad et abolissait le califat abbasside, vers le nord, les Djötchides, de la Horde d'or (ou Khanat de Kiptchak) conquéraient la Russie.

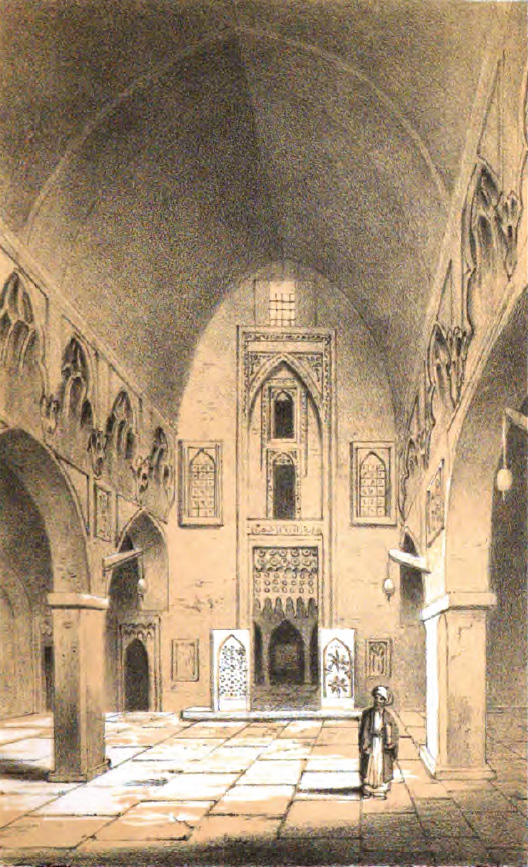
Église à Mossoul (1852).

Poussant toujours leur chemin vers l'occident à travers l'immense empire mongol des Ilkhanides, les deux moines visent toujours Jérusalem pour aller prier dans les lieux saints. À Maragha, ils ont le bonheur de pouvoir rencontrer le chef spirituel de l'Église de l'Orient, le patriarche nestorien Mār Denḥā, au printemps 1280.  Cette ville de Maragha, située au nord-ouest de l'actuel Iran, était célèbre pour son observatoire astronomique que Houlagou Khan avait fait construire.
Rabban Sauma et Rabban Marcos vont ensuite de sanctuaires en sanctuaires pour en recevoir les bénédictions : ils passent ainsi par la grande église de Koke à Bagdad/Ctésiphon et le monastère de Saint-Mari.
Arrivés dans le nord de l'actuel Irak, ils visitent les communautés chrétiennes de Beit Garmaï, d'Arbil et de Mossoul où ils furent d'autant mieux accueillis, que les tensions avec les musulmans s'étaient accrues. Après avoir reçu « des bénédictions de tous les sanctuaires et monastères ainsi que des moines et pères de ces provinces » (Histoire p. 76), les deux moines mongols s'étaient retirés dans le couvent de Saint-Michel de Tarel près de Nisibe (sud-est de l'actuelle Turquie), quand le patriarche Mar Denha les manda auprès de lui pour les charger d'une mission auprès du khan Abaqa.
Le patriarche Mar Denha qui escomptait une confirmation politique de sa charge ecclésiastique grâce aux lettres d'accréditation que Kubilaï Khan avait données aux deux pèlerins, leur confia une mission personnelle auprès de l'ilkhan Abaqa, à Tabriz. La dynastie des Ilkhans avait été fondée par Houlagou Khan, le frère de Kubilai Khan, aussi les lettres d'accréditation firent impression. Abaqa accepta la nomination de Mar Denha comme patriarche et fournit aux deux pèlerins une escorte pour se rendre à Jérusalem.
La région autour de Jérusalem était l'objet de nombreux conflits. Les Mongols avaient envahi la Syrie en 1259 qui était tenue par les mamelouks d'Égypte. Mais ces derniers prirent leur revanche peu de temps après et reprirent la Syrie. Les affrontements entre le khanat de Perse d'une part, et le khanat de Kiptchak et les mamelouks de l'autre, ne cessaient pas. Les chevaliers croisés tenaient encore un petit royaume chrétien à Saint-Jean-d'Acre, grignoté peu à peu par les mamelouks.

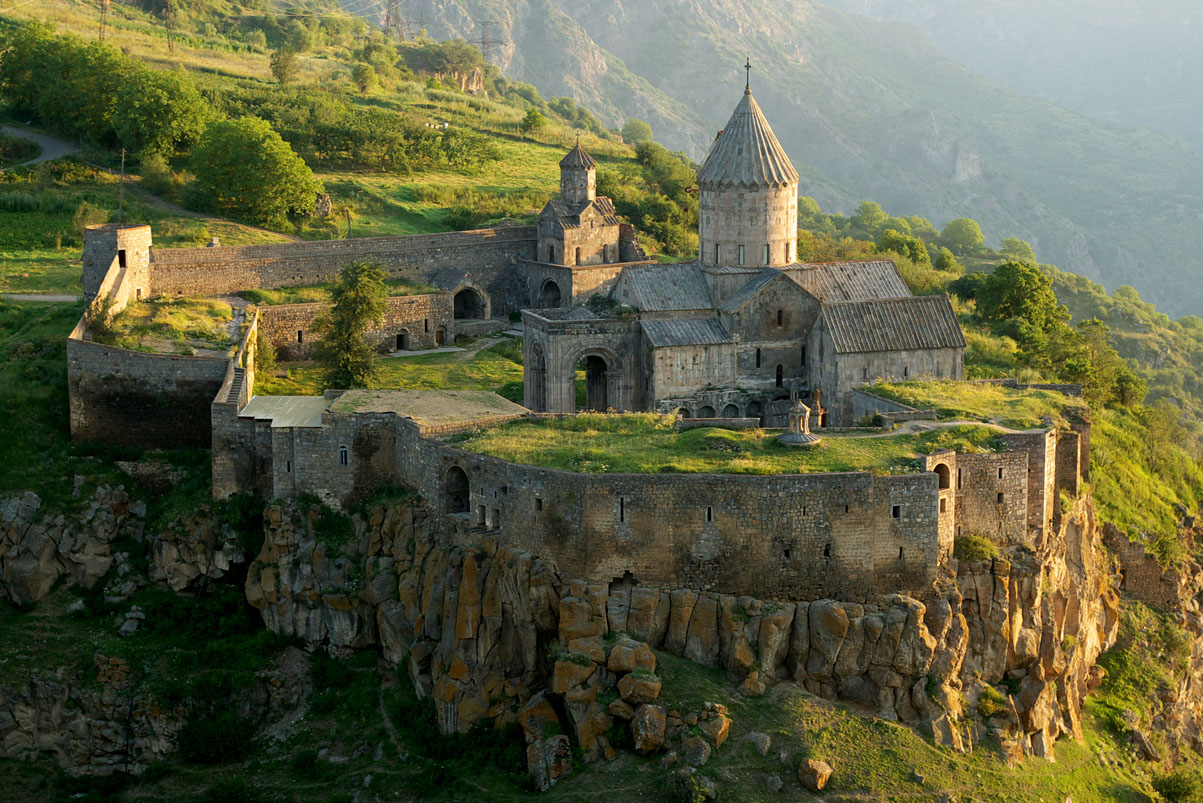
Monastère Tatev du IXe siècle, Arménie.

Du fait de combats en Syrie, les deux pèlerins qui essayaient toujours de rejoindre Jérusalem, durent interrompre leur voyage en Arménie chrétienne. « Ils visitèrent les couvents et les monastères qui s'y trouvaient, demeurant étonnés devant la majesté des édifices et leur beauté » (Histoire p. 77). L'insécurité les força à retourner une nouvelle fois à Maragha où le catholicos-patriarche Mār Denḥā décida, malgré leur opposition, d'élever Marcos à l'âge de 35 ans, au rang de métropolite (archevêque), et Rabban Sauma, de visiteur général.
Après la mort du patriarche Mar Denha en 1281, les pères se réunirent et élurent Marcos au trône patriarcal de Séleucie et Ctésiphon (Bagdad). Celui-ci prit le nom de Yahballaha III. Ainsi le moine mongol Marcos, venu d'Extrême-Orient, a donc eu l'invraisemblable fortune d'être élu patriarche des nestoriens, manifestement en raison de sa bonne connaissance des Mongols, les maîtres politiques de la région, et alors qu'il connaissait assez mal le syriaque, langue liturgique de sa religion.
La bonne fortune tourna pourtant rapidement à la mort d'Abaqa en 1282.  Les nestoriens furent persécutés et Mar Yahballaha/Marcos fut accusé et emprisonné, ne devant son salut qu'à la mère de l'ilkhan, la princesse Qutui, qui n'était peut-être pas chrétienne mais favorisait l'Église.
Heureusement, l'avènement de l’ilkhan Arghoun, fils d'Abaqa, en août 1284, réduisit les tensions. Arghoun affichait des sympathies pour le bouddhisme, mais il « aimait les chrétiens de tout son cœur » (Histoire p. 88), et était conseillé par un vizir juif et entouré de musulmans. En fait, ce qui le tracassait vraiment c'était la puissance des Mamelouks qui dominaient la Syrie, l'Égypte et l'Arabie et qui arrivaient à contenir l'expansion des Mongols. Il rêvait d'une coalition avec les États latins d'Orient, créés par plusieurs chefs croisés sur la côte méditerranéenne du Levant, pour conquérir la Palestine et la Syrie. Arghoun décida alors d'envoyer une ambassade en Europe occidentale afin de proposer aux dirigeants une alliance contre les Mamelouks. Il confia à Rabban Sauma cette mission.

## Mission diplomatique auprès des «rois francs»
Le  journal détaillé en persan, de Rabban Sauma, traduit en grande partie en syriaque dans l’Histoire de Yahballaha III et de Rabban Sauma (texte anonyme) est l’unique source extra-européenne sur l’Europe à la phase finale des croisades. À cette époque, les Mongols utilisaient le persan pour communiquer avec la Cour du pape et des souverains européens.
Accompagné d'éminents religieux, Rabban Sauma se mit en route pour l'Europe occidentale, afin de sonder les possibilités d'alliance avec les « rois francs » ainsi que les souverains ouest-européens étaient désignés. Ils allèrent sur les rives de la mer Noire et embarquèrent à Trébizonde.

### Byzance

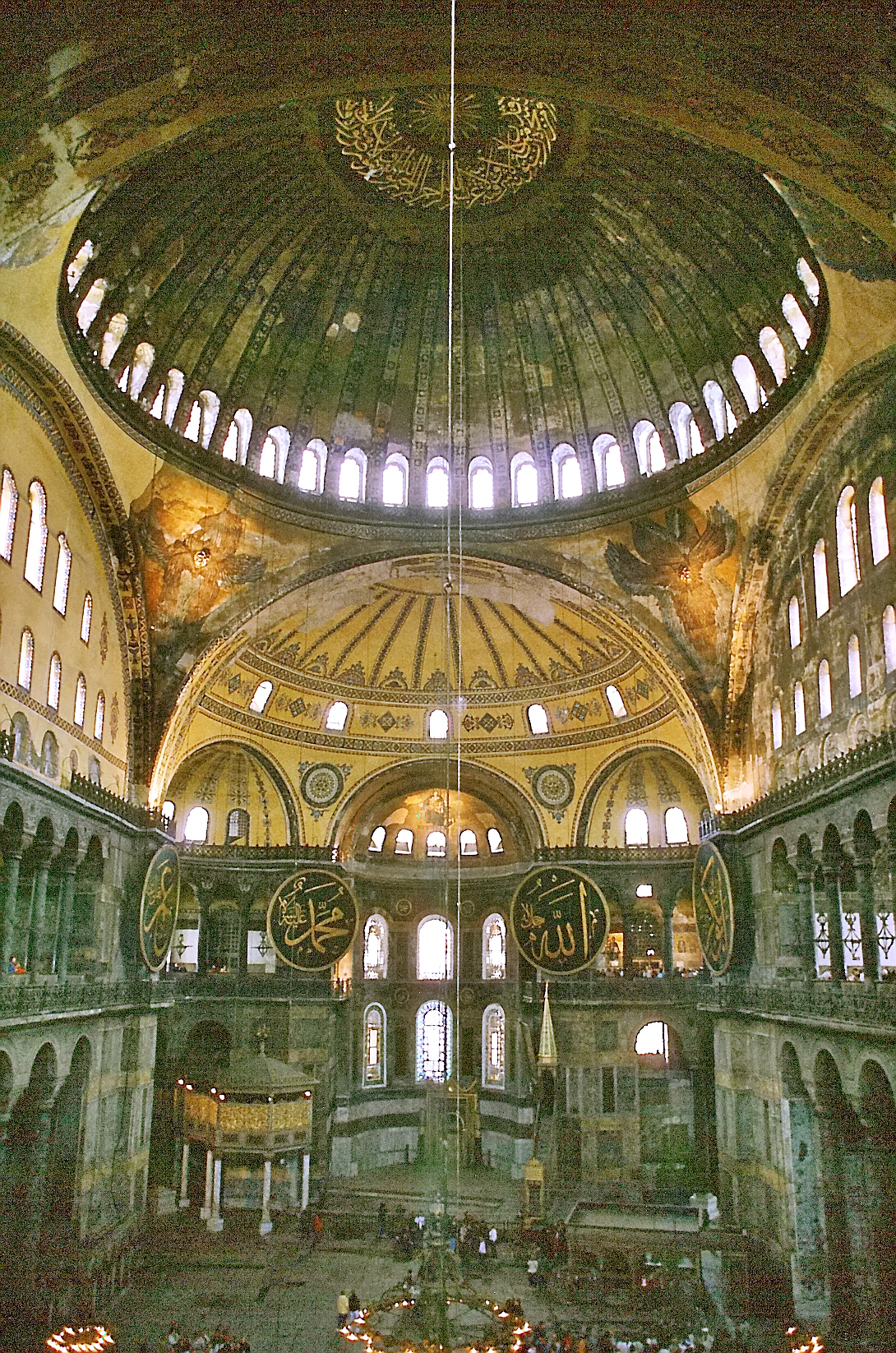
Intérieur de la basilique de Sainte-Sophie, la plus grande église au monde pendant longtemps, avec sa coupole qui semble ne reposer sur aucun appui.

L'ambassadeur d'Arghoun s’arrêta d’abord à Byzance (Constantinople), où l’empereur Andronic II Paléologue le reçut. « Après s'être délecté de nourriture et de boissons, Rabban Sauma demanda au roi de voir les églises, les sanctuaires des pères et les reliques des saints qui s'y trouvaient » (Histoire p. 90). Il se rendit tout d'abord à la « grande église d'Asophia », la superbe Sainte-Sophie, œuvre majeure de l'architecture, construite au VIe siècle. Il admira les « 360 portes toutes ornées de marbres… la coupole haute et majestueuse ». Mais ce qui retint principalement son intérêt, ce furent les très nombreuses reliques : la main de saint Jean-Baptiste, les reliques de Lazare et de Marie de Magdala, etc., en tout une dizaine de reliquaires et pierres responsables de miracles divers. Un certain nombre de reliques conservées à Constantinople avaient été pourtant pillées par les Latins lors de la quatrième croisade (en 1204). Le roi de France lui en montrera d'ailleurs certaines à Paris. Pendant des siècles, la vénération des reliques a soutenu la foi de générations de croyants, de l'Asie à l'Europe, aussi bien chrétiens, que bouddhistes, juifs ou musulmans. Le pèlerinage aux lieux saints procédait du même genre de culte de vestiges religieux en vue de recevoir « la bénédiction auprès des saints martyrs et des pères de l'Église ; …et le pardon absolu de nos péchés et la rémission de nos fautes » (Histoire p. 70).

### Naples
Rabban Sauma s'embarque alors pour l'Italie du sud. De la mer, il voit une montagne qui crache de la fumée et du feu, apparemment l'Etna en éruption le 18 juin 1287. Il accosta à Naples, où il rencontra Charles II d'Anjou. Il assiste peu de temps après à la conquête de la place le 24 juin 1287, par le roi d'Aragon. « Rabban Sauma et ses compagnons se tenaient sur le toit de leur demeure et s'émerveillaient devant les mœurs des Francs qui n'attaquaient personne en dehors des combattants » (Histoire p. 93). L'idéal chevaleresque pouvait parfois être éloigné des massacres de masse de l'armée mongole. Parfois seulement, car comme le fait remarquer Borbone, lors de la prise de Béziers durant la croisade contre les Albigeois (1209-1229) la différence ne saute pas aux yeux.

### Rome

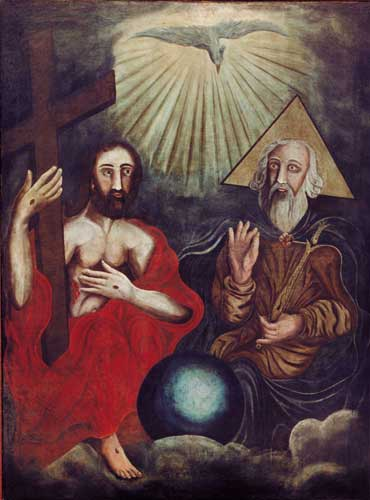
Trinité, « le Père est la cause du Fils et de l'Esprit ».

Les voyageurs se rendirent à Rome à cheval. Après un si long voyage, les ambassadeurs du roi Arghoun et du catholicos de l'Orient, apprirent que le pape Honorius IV venait de mourir. Rabban Sauma put toutefois rencontrer certains des douze cardinaux qui administraient le Saint-Siège. Il les informe que le ilkhan qui « a le désir de conquérir la Palestine et la terre de Syrie, requiert votre aide pour s'emparer de Jérusalem » (Histoire p. 94). S'engagea ensuite une longue discussion théologique avec les cardinaux, sur les relations entre le Père, le Fils et l'Esprit. Mais les cardinaux ne semblaient pas particulièrement attentifs aux aspects de la christologie nestorienne qui caractérisaient l'Église de l'Orient. La subtilité des discussions christologiques émanant des problèmes terminologiques en langue grecque et syriaque semblait leur échapper. À la question de savoir si le Saint-Esprit procède du Père ou du Fils, doctrine que l'Église grecque avait refusée, Rabban Sauma s'en sort en alléguant une analogie avec le soleil qui produit la lumière et la chaleur. Bien que non convaincus, les cardinaux « l'honorèrent pour son discours » (Histoire p. 96). Dans les jours qui suivent, fidèle à lui-même, Rabban Sauma « visite toutes les églises et les monastères de la grande Rome » et manifeste toujours un vif intérêt pour les reliques.

### Gênes
À Gênes, l'étape suivante, la mission diplomatique des Mongols s'étonne de voir que « ce pays n'a point de roi ; le peuple choisit à son gré un chef pour le gouverner » (Histoire p. 99). Gênes était une république. Et c'était en outre, avec Venise, une grande puissance maritime qui entretenait des relations suivies avec l'ilkhanat de Perse. Rabban Sauma visita les églises et vit les reliques du « saint corps de saint Jean-Baptiste ».

### Paris
« Par la suite, ils parvinrent à la localité de Paris, auprès du roi Fransis qui envoya au devant d'eux une grande escorte. [La foule] les accompagna [dans la ville] en procession, avec honneur et en grande pompe. Les terres de ce roi s'étendent à la distance de plus d'un mois [de marche] » (Histoire p. 100). En septembre 1287, Rabban Sauma fit part du projet d'alliance du roi Arghoun avec le roi de France, Philippe le Bel, pour prendre Jérusalem. Mais l'esprit des croisades n'habitait plus guère les Européens et Philippe le Bel resta très circonspect. Le roi répondit « Si les Mongols qui ne sont pas chrétiens, combattent contre les musulmans pour s'emparer de Jérusalem, à plus forte raison, devons-nous nous battre. Nous partirons avec notre armée s'il plaît à Notre Seigneur » (Histoire p. 100). Le roi promit d'envoyer un de ses officiels, Gobert de Helleville, pour donner une réponse à Arghoun.

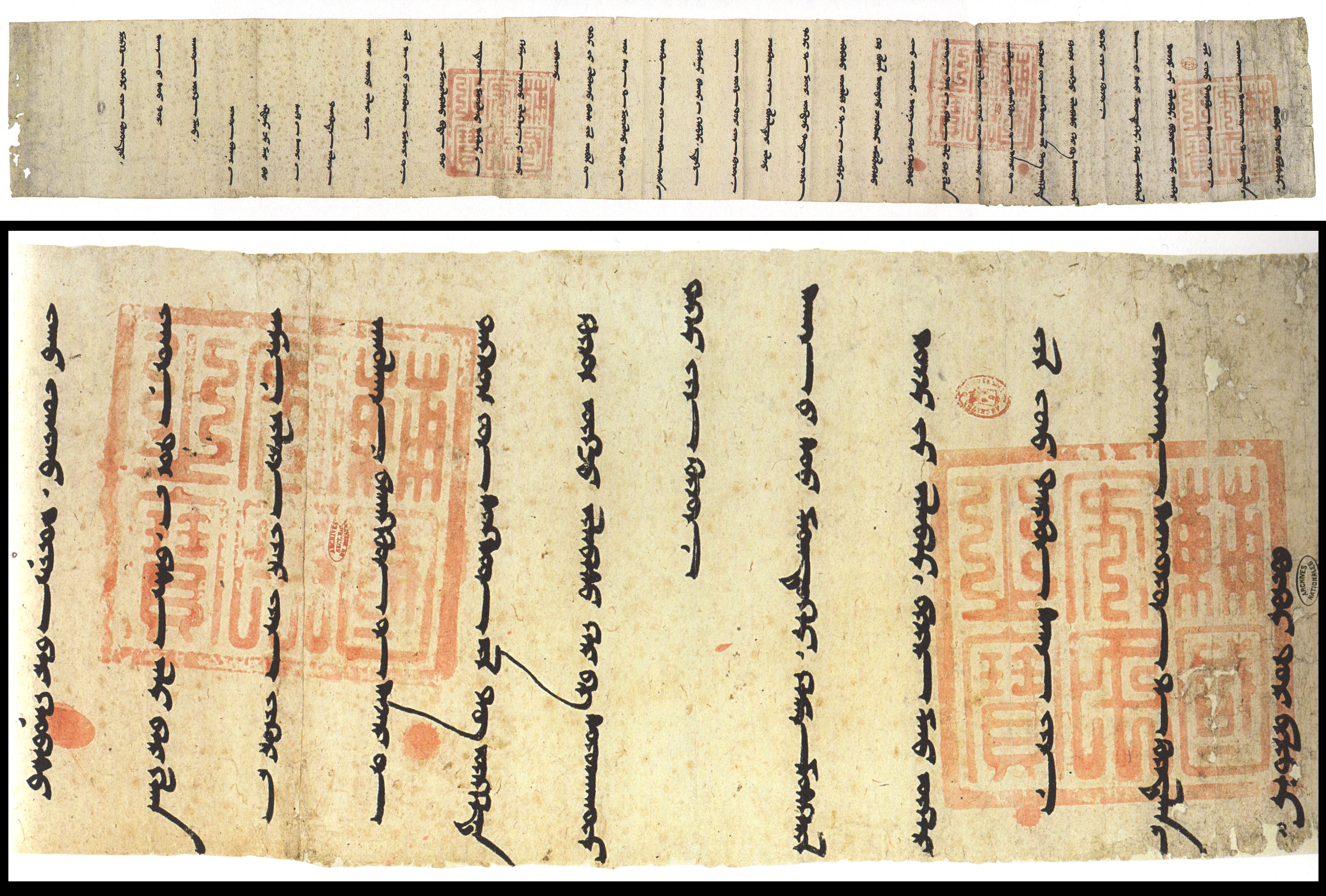
Lettre de l’Ilkhan Arghoun à Philippe le Bel, qui mentionne Bar Sauma.

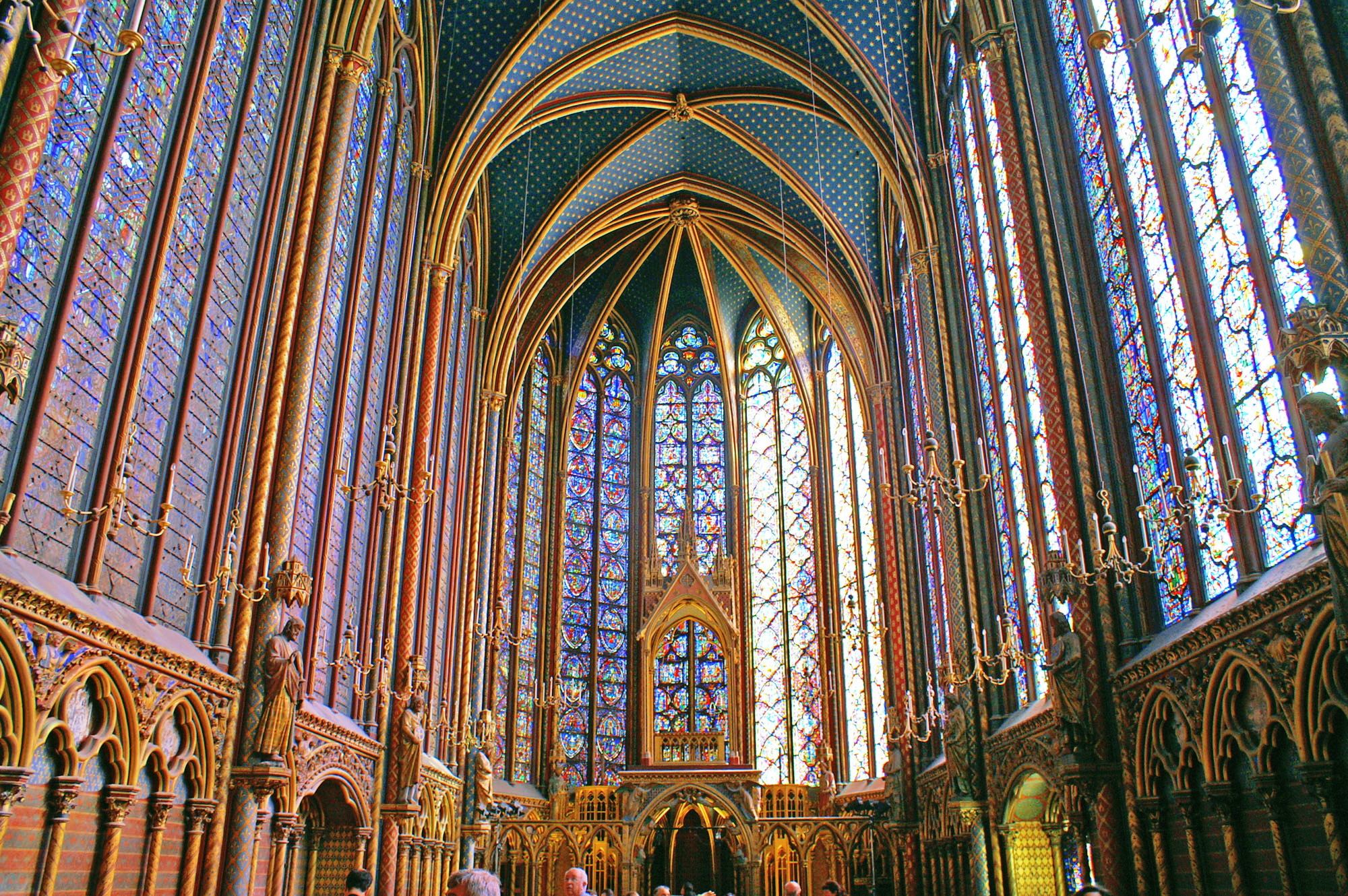
La Sainte-Chapelle où le roi de France montra la couronne d'épines du Christ à Rabban Sauma.

Sur quoi, Rabban Sauma fit la requête qui lui tenait toujours le plus à cœur, de pouvoir visiter « les églises, les sanctuaires, les reliques des saints ». « Ils demeurèrent plus d'un mois dans cette grande ville, Paris, et visitèrent tout ce qui s'y trouvait ».  Ils visitèrent la basilique de Saint-Denis dont le chœur venait d'être terminé. « Cinq cents moines sont préposés au service des sépulcres royaux, dont le maintien est aux frais du roi ; ils sont assidus au jeûne et à la prière auprès des sépulcres royaux ». Le roi leur fit visiter aussi la Sainte-Chapelle où il leur montra la couronne d'épines du Christ et un fragment du bois de la croix, rapportés de Constantinople et de Jérusalem. La Sainte-Chapelle avait été édifiée par Saint-Louis pour y conserver les reliques de la Passion de Jésus. Le rapport de Rabban Sauma ne mentionne pas la cathédrale Notre-Dame mais s'arrête sur la présence de nombreux étudiants (30 000 écoliers dit-il) occupés à étudier la théologie et les matières profanes : « la philosophie et la logique, avec la médecine, la géométrie, l'arithmétique et la science des planètes et des étoiles ».

### En Gascogne
En vingt jours, les diplomates mongols atteignent Bordeaux. Le roi d’Angleterre Édouard Ier dans son fief de Gascogne « les reçut avec grande joie… et sa joie s'accrut encore lorsque l'entretien aborda la question de Jérusalem ». Avant de monter sur le trône, le prince Édouard avait participé à la croisade organisée par le roi de France Saint Louis. Après la mort de ce dernier en 1270 à Tunis, le prince avait poursuivi jusqu'en Palestine et avait pris contact avec l'ilkhan Abaqa. Grâce à son aide, Édouard put mener sa propre campagne contre les mamelouks avec quelques succès. Une fois retourné en Angleterre, le prince monta sur le trône. On peut donc comprendre l'enthousiasme avec lequel Édouard accueillit l'ambassadeur d'Arghoun : « les projets que j'ai dans mon âme reprennent de l'ardeur à la pensée qu'ils sont semblables à ceux d'Arghoun » (Histoire p. 102). Mais, au-delà des paroles chaleureuses, Rabban Sauma perçut probablement que la situation en Europe n'était pas propice à une opération militaire en Palestine.

### À Rome, de nouveau
Les diplomates vont ensuite passer l'hiver à Gênes dont la douceur du climat les ravit.

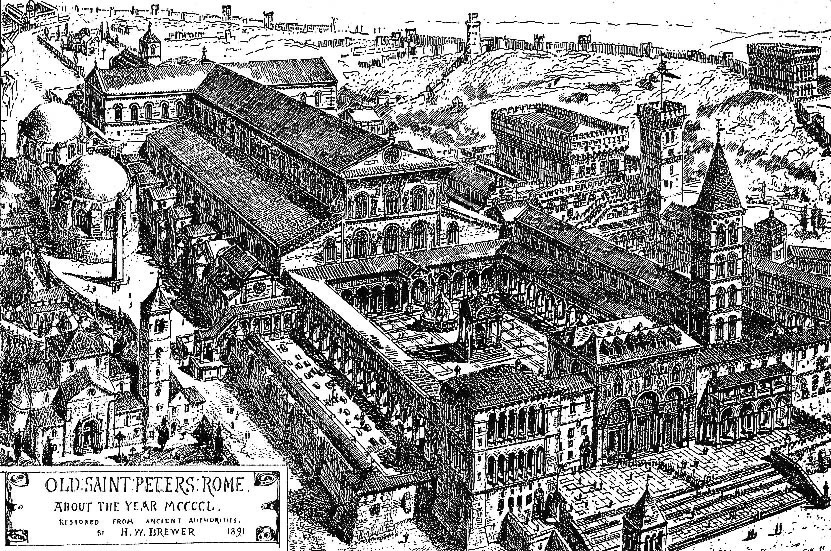
L'ancienne basilique Saint-Pierre (en 1450) visitée par Rabban Sauma ; l'actuelle basilique du Vatican a été construite entre 1506 et 1626.

Le dimanche des Rameaux 1288, revenu à Rome, Rabban Sauma reçut la communion des mains du pape nouvellement élu, Nicolas IV. « Il le délivra de ses erreurs et de ses péchés, ainsi que de ceux de ses ancêtres ; Rabban Sauma fut très heureux de recevoir la communion de la main du pape, et la reçut dans les larmes et les pleurs » (Histoire p. 106). Il participa à toutes les fêtes pascales et en fit un compte rendu précis dans son journal. De toute évidence, il fut considéré comme un chrétien orthodoxe, prêtre et évêque en titre. En Asie centrale, l'accueil que les chrétiens orientaux réservèrent à Guillaume de Rubrouck, un franciscain, ami intime de Saint Louis, fut toujours très chaleureux, et fort différent de leur attitude hostile envers les chrétiens grecs, arméniens et géorgiens.
Avant de repartir, Rabban Sauma sollicita du pape de lui faire l'aumône de quelques reliques. Le pape lui accorda « une petite relique du vêtement de Notre Seigneur Jésus-Christ et du poikile, c'est-à-dire du manteau de la Vierge ». Il donna aussi de somptueux cadeaux pour le catholicos Mar Yahballaha et « une lettre patente qui lui conférait l'autorité patriarcale sur tous les Orientaux ». Il envoya aussi des présents au roi Arghoun. Dans une lettre, le pape éluda la question de l'alliance militaire, mais exhorta le roi à la conversion au christianisme.

### Retour en Perse

Chrétiens syro-orientaux du lac d'Ourmia au Nord-Est de la Perse en costumes traditionnels (en 1800).

Rabban Sauma prit le chemin du retour par la mer. Il remit au roi Arghoun les lettres et les présents qui lui étaient destinés. « Il lui relata avec quelle affection il avait été reçu et avec quel intérêt ils avaient écouté les messages qu'il leur apportait… Le roi Arghoun se réjouit et éprouva un grand plaisir à écouter ces récits ; il le remercia et lui dit "Nous t'avons soumis à une grande fatigue, si l'on considère ton âge avancé. Désormais nous ne permettrons pas que tu t'éloignes de nous : nous fonderons une église à la porte de notre royaume, dans laquelle tu serviras et prieras" ».
Tous les efforts de Rabban Sauma en vue d’une alliance avec les dirigeants chrétiens échouèrent. Arghoun envoya dès l'année suivante une autre ambassade en Europe pour essayer à nouveau de convaincre les rois chrétiens d'occident. Mais rien n'y fit.
La prise d’Acre par les Mamelouks en 1291 mit un terme à l’ère des croisades.
Après le retour des diplomates, le roi Arghoun fit ériger une tente-église à la porte de son trône, dans le Camp mongol. Rabban Sauma en était le chapelain. Un an plus tard, Arghoun fit baptiser son troisième fils sous le nom de Nicolas (comme le pape).
Le roi Arghoun mourut en 1291. Rabban Sauma quitta le camp des ilkhans de Tabriz, et fit construire une  église dédiée à saint Mari et saint Georges, à Maragha. Quand l'église fut terminée, il se rendit à Bagdad où il mourut en janvier 1294.